# Coupe de Belgique masculine de handball 2012-2013
Navigation
Coupe de Belgique 2011-2012 Coupe de Belgique 2013-2014
La Coupe de Belgique masculine de handball 2012-2013 est la 49e édition de cette compétition organisée par l'Union royale belge de handball (URBH).
Pour la première fois de son histoire, la Coupe de Belgique opte pour la formule du Final Four.
C'est-à-dire que le temps d'un week-end a lieu les demi-finales, le samedi, ainsi que la finale, le dimanche, de la compétition au même endroit, à savoir à le Hall des Sports de la C.E.T. de Tournai.
Dans un Final Four 100% limbourgeois, l'Achilles Bocholt remporte sa première Coupe de Belgique au détriment du United HC Tongeren.

## Organisation de la Coupe
La Coupe de Belgique débute par une phase préliminaire dans laquelle se trouve, une partie des équipes se trouvant en promotion, en Liga et même en Superliga, à ce stade de la compétition, donc pendant les phases de tours préliminaires mais aussi pendant les seizièmes de final, les équipes ne joue que des matchs contre une équipe ayant la même fédération que celle-ci. Les matchs sont alors organisés soit par la Ligue francophone de handball (LFH) en communauté française et en  communauté germanophone, soit par l'Association Flamande de Handball (VHV).
Ensuite, dès les Seizième de final franchies, c'est au tour de l'Union royale belge de handball (URBH) de prendre le relais pour les huitièmes et quarts de finale, et enfin les demi-finales et la finale sont organisées par un club l'ayant demandé.

## VHV

### Premier tour
| Superliga | Liga                                                                                                  | Promotions                                       |
| --- | --- | ------------------------------------------------ |
| - Apolloon Kortrijk - HHV Meeuwen - HV Uilenspiegel Wilrijk - HBC Dendermonde - Kreasa HB Houthalen - HV Arena - HC Pentagoon Kortessem - Elita Lebbeke | - HC Rhino - HC Eeklo - HC T'Noorden - Knack HT Roeselare - HBC Izegem - Welta Mechelen - HC Overpelt | - HC Hades Hamont-Achel - HC Aalst - HBC Evergem |

| Club 1                | Résultat | Club 2                  | Lieu                                | Date, heure                  |
| --------------------- | -------- | ----------------------- | ----------------------------------- | ---------------------------- |
| HC Rhino              | 20-19    | HHV Meeuwen             | Sporthal Horito, Turnhout           | Samedi 01 septembre, 13h00   |
| HC Hades Hamont-Achel | 12-39    | HV Uilenspiegel Wilrijk | Sporthal De Posthoorn, Hamont-Achel | Samedi 01 septembre, 20h00   |
| HC Eeklo              | 23-19    | HBC Dendermonde         | Sporthal Ten Doorn Eeklo, Eeklo     | Samedi 01 septembre, 20h15   |
| HC T'Noorden          | 24-34    | Kreasa HB Houthalen     | Sporthal Luchtbal, Anvers           | Samedi 01 septembre, 20h30   |
| HV Arena              | 25-27    | Apolloon Kortrijk       | Sporthal Eksel, Hechtel-Eksel       | Dimanche 02 septembre, 17h00 |
| Knack HT Roeselare    | 22-32    | HBC Izegem              | Schiervelde, Roulers                | Dimanche 02 septembre, 17h00 |
| HC Aalst              | 28-36    | Elita Lebbeke           | Sporthal Ten Rozen Aalst, Alost     | Dimanche 02 septembre, 17h30 |
| HBC Evergem           | 18-27    | Welta Mechelen          | Sporthal Evergem, Evergem           | Dimanche 02 septembre, 20h00 |
| HC Overpelt           | 18-19    | HC Pentagoon Kortessem  | Sporthal De Bemvoort, Overpelt      | Mardi 04 septembre, 20h30    |

### Deuxième tour
| Division 2                                                                    | Superliga | Liga                                                |
| ----------------------------------------------------------------------------- | --- | --------------------------------------------------- |
| - HKW Waasmunster - Olse Merksem HC - HB Saint-Trond - HC DB Gent - HC Atomix | - Apolloon Kortrijk - HV Uilenspiegel Wilrijk - Kreasa HB Houthalen - HC Pentagoon Kortessem - Elita Lebbeke | - HC Rhino - HC Eeklo - HBC Izegem - Welta Mechelen |

| Club 1                  | Résultat | Club 2              | Lieu                                 | Date, heure                 |
| ----------------------- | -------- | ------------------- | ------------------------------------ | --------------------------- |
| HC Rhino                | 32-25    | Apolloon Kortrijk   | Sporthal Horito, Turnhout            | Samedi 8 septembre, 15h00   |
| HKW Waasmunster         | 19-18    | Olse Merksem HC     | Sporthal Hoogendonck, Waasmunster    | Samedi 8 septembre, 16h30   |
| HBC Izegem              | 21-26    | HB Saint-Trond      | Sporthal De Krekel Izegem, Izegem    | Samedi 8 septembre, 20h15   |
| HC Eeklo                | 24-19    | Elita Lebbeke       | Sporthal Ten Doorn Eeklo, Eeklo      | Samedi 8 septembre, 20h15   |
| HC Pentagoon Kortessem  | 24-27    | HC DB Gent          | Sporthal Borgloon, Kortessem         | Samedi 8 septembre, 20h15   |
| HV Uilenspiegel Wilrijk | 28-24    | HC Atomix           | De Bist Wilrijk, Anvers              | Samedi 8 septembre, 20h15   |
| Welta Mechelen          | 18-32    | Kreasa HB Houthalen | Sporthal De Nekker Mechelen, Malines | Dimanche 9 septembre, 17h30 |

### Troisième tour
| Division 1                 | Division 2                                      | Superliga                                       | Liga                  |
| -------------------------- | ----------------------------------------------- | ----------------------------------------------- | --------------------- |
| - Sporting Neerpelt-Lommel | - HKW Waasmunster - HB Saint-Trond - HC DB Gent | - HV Uilenspiegel Wilrijk - Kreasa HB Houthalen | - HC Rhino - HC Eeklo |

| Club 1                  | Résultat | Club 2                   | Lieu                                     | Date, heure                |
| ----------------------- | -------- | ------------------------ | ---------------------------------------- | -------------------------- |
| HV Uilenspiegel Wilrijk | 25-30    | HKW Waasmunster          | De Bist Wilrijk, Anvers                  | Mercredi 24 octobre, 20h00 |
| Kreasa HB Houthalen     | 25-24    | HC DB Gent               | Sporthal Lakerveld, Houthalen-Helchteren | Mercredi 24 octobre, 20h30 |
| HC Eeklo                | 29-31    | HB Saint-Trond           | Sporthal Ten Doorn Eeklo, Eeklo          | Samedi 27 octobre, 20h15   |
| HC Rhino                | 16-31    | Sporting Neerpelt-Lommel | Sporthal Horito, Turnhout                | Samedi 27 octobre, 20h30   |

## LFH

### Premier tour
| Promotions                             |
| -------------------------------------- |
| - SHC Mont-sur-Marchienne - HC Malmedy |

| Club 1                  | Résultat | Club 2     | Lieu                                        | Date, heure                |
| ----------------------- | -------- | ---------- | ------------------------------------------- | -------------------------- |
| SHC Mont-sur-Marchienne | 10-0     | HC Malmedy | Complexe Sportif Marcinelle Asie, Charleroi | Samedi 01 septembre, 20h15 |

### Deuxième tour
| Division 2                                        | D1 LFH | Promotions                                                                                                | Promotions                                                                               |
| ------------------------------------------------- | --- | --- | ---------------------------------------------------------------------------------------- |
| - United Brussels HC - Waterloo ASH - HC Kraainem | - HC Grâce-Hollogne - Jeunesse Jemeppe - KTSV Eupen 1889 - Renaissance MontegnéeDivision 2 - Entente du Centre CLH - HC 200 Ans | - HC Sprimont - HCBE Jodoigne - HC Amay - HC Verviers - ROC Flémalle - HBC Charleroi-Ransart - HSC Tubize | - JS Herstal - HC Old Blacks - HC Malmedy - HC Mouscron - Handball Villers 59 - HC Trooz |

| Club 1                | Résultat | Club 2                | Lieu                                            | Date, heure                 |
| --------------------- | -------- | --------------------- | ----------------------------------------------- | --------------------------- |
| United Brussels HC    | 28-19    | HC Sprimont           | Palais du Midi, Bruxelles                       | Samedi 08 septembre, 15h30  |
| HC Grâce-Hollogne     | 52-11    | HCBE Jodoigne         | Hall omnisports des 18 Bonniers, Grâce-Hollogne | Samedi 08 septembre, 17h45  |
| Jeunesse Jemeppe      | 29-23    | Waterloo ASH          | Hall Omnisports du Bois de Mont, Seraing        | Samedi 08 septembre, 18h00  |
| HC Kraainem           | 32-19    | HC Verviers           | Hall des sports de Kraainem, Kraainem           | Samedi 08 septembre, 18h30  |
| HC Amay               | 32-38    | HSC Tubize            | Hall Omnisports Robert Collignon, Amay          | Samedi 08 septembre, 19h00  |
| Renaissance Montegnée | 31-30    | KTSV Eupen 1889       | Hall Omnisports de Montegnée, Saint-Nicolas     | Samedi 08 septembre, 20h30  |
| ROC Flémalle          | 11-22    | HBC Charleroi-Ransart | Salle Omnisports "André Cools", Flémalle        | Samedi 08 septembre, 20h30  |
| Entente du Centre CLH | 29-30    | JS Herstal            | Salle "La Drève" , La Hestre                    | Samedi 08 septembre, 20h30  |
| HC Malmedy            | 15-33    | HC Mouscron           | Hall Omnisports de Malmedy, Malmedy             | Dimanche 9 septembre, 17h30 |
| HC 200 Ans            | 22-16    | Handball Villers 59   | Hall Omnisports Henri Germis, Ans               | Dimanche 9 septembre, 19h00 |
| HC Trooz              | 30-15    | HC Old Blacks         | Hall Omnisports de Trooz, Trooz                 | Dimanche 9 septembre, 20h00 |

### Troisième tour
| Division 1                                                                                     | Division 2                         | D1 LFH                                                                      | Promotions                                                                 |
| ---------------------------------------------------------------------------------------------- | ---------------------------------- | --------------------------------------------------------------------------- | -------------------------------------------------------------------------- |
| - HC Visé BM - VOO HC Herstal-Flémalle ROC - HC Eynatten-Raeren - Union beynoise - EHC Tournai | - United Brussels HC - HC Kraainem | - HC Grâce-Hollogne - Jeunesse Jemeppe - Renaissance Montegnée - HC 200 Ans | - HSC Tubize - HBC Charleroi-Ransart - JS Herstal - HC Mouscron - HC Trooz |

| Club 1                      | Résultat | Club 2            | Lieu                                        | Date, heure               |
| --------------------------- | -------- | ----------------- | ------------------------------------------- | ------------------------- |
| HBC Charleroi-Ransart       | 25-27    | HC Grâce-Hollogne | Complexe sportif de Ransart, Charleroi      | Mercredi 31 octobre 19h30 |
| HC Visé BM                  | 41-26    | HC Kraainem       | Hall Omnisports de Visé, Visé               | Jeudi 29 novembre, 15h00  |
| VOO HC Herstal-Flémalle ROC | 42-18    | HC Trooz          | Hall Omnisports "La Préalle" , Herstal      | Jeudi 29 novembre, 15h00  |
| Renaissance Montegnée       | 35-20    | HC Mouscron       | Hall Omnisports de Montegnée, Saint-Nicolas | Jeudi 29 novembre, 17h00  |
| HC Eynatten-Raeren          | 46-18    | JS Herstal        | Sporthalle Eynatten, Raeren                 | Jeudi 29 novembre, 20h30  |
| HC 200 Ans                  | 33-44    | EHC Tournai       | Hall Omnisports Henri Germis, Ans           | Jeudi 29 novembre, 20h45  |
| United Brussels             | 40-22    | HSC Tubize        | Palais du Midi, Bruxelles                   | Jeudi 29 novembre, 21h00  |
| Jeunesse Jemeppe            | 26-32    | Union Beynoise    | Hall Omnisports du Bois de Mont, Seraing    | Jeudi 29 novembre, 20h30  |

## Phase finale

### Localisation
| \| Kreasa HB Houthalen EHC Tournai Achilles Bocholt HC Grâce-Hollogne Renaissance Montegnée United Brussels HC Initia HC Hasselt T HC Eynatten-Raeren Sporting NeLo United HC Tongeren Herstal/Flémalle KV Sasja HC HC Visé BM Union beynoise HB Saint-Trond HKW Waasmunster \| Localisation des clubs qualifiés pour la phase finale. Huitième de finalistes Quart de finalistes Demi-finalistes Finaliste Vainqueur |
| Kreasa HB Houthalen EHC Tournai Achilles Bocholt HC Grâce-Hollogne Renaissance Montegnée United Brussels HC Initia HC Hasselt T HC Eynatten-Raeren Sporting NeLo United HC Tongeren Herstal/Flémalle KV Sasja HC HC Visé BM Union beynoise HB Saint-Trond HKW Waasmunster |

Nombre d'équipes par Province
| # | Province                      | Nombre | Équipe(s) |
| - | ----------------------------- | ------ | --- |
| 1 | Province de Liège             | 6      | Union beynoise, HC Visé BM, HC Eynatten-Raeren, Renaissance Montegnée, Union beynoise, VOO HC Herstal-Flémalle ROC       |
| 2 | Province de Limbourg          | 6      | Initia HC Hasselt T, United HC Tongeren, Achilles Bocholt, Sporting Neerpelt-Lommel, Kreasa HB Houthalen, HB Saint-Trond |
| 3 | Province d'Anvers             | 1      | KV Sasja HC Hoboken |
| 3 | Province de Flandre-Orientale | 2      | HKW Waasmunster |
| 3 | Province de Hainaut           | 1      | EHC Tournai |

### Tableau final
|  | Huitièmes de finale 21-22 décembre 2013 | Huitièmes de finale 21-22 décembre 2013 |                          |    | Quarts de finale 14-28 janvier 2014 | Quarts de finale 14-28 janvier 2014 |  |  | Demi-finales 1 mars 2014 | Demi-finales 1 mars 2014 |  |  | Finale 10 mai 2014 | Finale 10 mai 2014 |
|  | Huitièmes de finale 21-22 décembre 2013 | Huitièmes de finale 21-22 décembre 2013 |                          |    | Quarts de finale 14-28 janvier 2014 | Quarts de finale 14-28 janvier 2014 |  |  | Demi-finales 1 mars 2014 | Demi-finales 1 mars 2014 |  |  | Finale 10 mai 2014 | Finale 10 mai 2014 |
|  |                                         |                                         |                          |    |                                     |                                     |  |  |                          |                          |  |  |                    |                    |
|  |                                         |                                         |                          |    |                                     |                                     |  |  |                          |                          |  |  |                    |                    |
|  |                                         |                                         |                          |    |                                     |                                     |  |  |                          |                          |  |  |                    |                    |
|  | Kreasa HB Houthalen                     | 22                                      |                          |    |                                     |                                     |  |  |                          |                          |  |  |                    |                    |
|  | Kreasa HB Houthalen                     | 22                                      |                          |    |                                     |                                     |  |  |                          |                          |  |  |                    |                    |
|  | EHC Tournai                             | 20                                      |                          |    |                                     |                                     |  |  |                          |                          |  |  |                    |                    |
|  | EHC Tournai                             | 20                                      | Kreasa HB Houthalen      | 17 |                                     |                                     |  |  |                          |                          |  |  |                    |                    |
|  |                                         |                                         | Kreasa HB Houthalen      | 17 |                                     |                                     |  |  |                          |                          |  |  |                    |                    |
|  |                                         | Achilles Bocholt                        | 41                       |    |                                     |                                     |  |  |                          |                          |  |  |                    |                    |
|  | HB Saint-Trond                          | Achilles Bocholt                        | 41                       | 15 |                                     |                                     |  |  |                          |                          |  |  |                    |                    |
|  | HB Saint-Trond                          |                                         |                          | 15 |                                     |                                     |  |  |                          |                          |  |  |                    |                    |
|  | Achilles Bocholt                        | 39                                      |                          |    |                                     |                                     |  |  |                          |                          |  |  |                    |                    |
|  | Achilles Bocholt                        | 39                                      | Achilles Bocholt         | 33 |                                     |                                     |  |  |                          |                          |  |  |                    |                    |
|  |                                         |                                         | Achilles Bocholt         | 33 |                                     |                                     |  |  |                          |                          |  |  |                    |                    |
|  |                                         | Initia HC Hasselt T                     | 24                       |    |                                     |                                     |  |  |                          |                          |  |  |                    |                    |
|  | Renaissance Montegnée                   | Initia HC Hasselt T                     | 24                       | 26 |                                     |                                     |  |  |                          |                          |  |  |                    |                    |
|  | Renaissance Montegnée                   |                                         |                          | 26 |                                     |                                     |  |  |                          |                          |  |  |                    |                    |
|  | HKW Waasmunster                         | 25                                      |                          |    |                                     |                                     |  |  |                          |                          |  |  |                    |                    |
|  | HKW Waasmunster                         | 25                                      | Renaissance Montegnée    | 22 |                                     |                                     |  |  |                          |                          |  |  |                    |                    |
|  |                                         |                                         | Renaissance Montegnée    | 22 |                                     |                                     |  |  |                          |                          |  |  |                    |                    |
|  |                                         | Initia HC Hasselt T                     | 40                       |    |                                     |                                     |  |  |                          |                          |  |  |                    |                    |
|  | 'Initia HC Hasselt T'                   | Initia HC Hasselt T                     | 40                       | 40 |                                     |                                     |  |  |                          |                          |  |  |                    |                    |
|  | 'Initia HC Hasselt T'                   |                                         |                          | 40 |                                     |                                     |  |  |                          |                          |  |  |                    |                    |
|  | HC Eynatten-Raeren                      | 23                                      |                          |    |                                     |                                     |  |  |                          |                          |  |  |                    |                    |
|  | HC Eynatten-Raeren                      | 23                                      | Achilles Bocholt         | 28 |                                     |                                     |  |  |                          |                          |  |  |                    |                    |
|  |                                         |                                         | Achilles Bocholt         | 28 |                                     |                                     |  |  |                          |                          |  |  |                    |                    |
|  |                                         | United HC Tongeren                      | 24                       |    |                                     |                                     |  |  |                          |                          |  |  |                    |                    |
|  | Union Beynoise                          | United HC Tongeren                      | 24                       | 28 |                                     |                                     |  |  |                          |                          |  |  |                    |                    |
|  | Union Beynoise                          |                                         |                          | 28 |                                     |                                     |  |  |                          |                          |  |  |                    |                    |
|  | KV Sasja HC Hoboken                     | 29                                      |                          |    |                                     |                                     |  |  |                          |                          |  |  |                    |                    |
|  | KV Sasja HC Hoboken                     | 29                                      | KV Sasja HC Hoboken      | 24 |                                     |                                     |  |  |                          |                          |  |  |                    |                    |
|  |                                         |                                         | KV Sasja HC Hoboken      | 24 |                                     |                                     |  |  |                          |                          |  |  |                    |                    |
|  |                                         | United HC Tongeren                      | 36                       |    |                                     |                                     |  |  |                          |                          |  |  |                    |                    |
|  | HC Visé BM                              | United HC Tongeren                      | 36                       | 24 |                                     |                                     |  |  |                          |                          |  |  |                    |                    |
|  | HC Visé BM                              |                                         |                          | 24 |                                     |                                     |  |  |                          |                          |  |  |                    |                    |
|  | United HC Tongeren                      | 37                                      |                          |    |                                     |                                     |  |  |                          |                          |  |  |                    |                    |
|  | United HC Tongeren                      | 37                                      | United HC Tongeren       | 30 |                                     |                                     |  |  |                          |                          |  |  |                    |                    |
|  |                                         |                                         | United HC Tongeren       | 30 |                                     |                                     |  |  |                          |                          |  |  |                    |                    |
|  |                                         | Sporting Neerpelt-Lommel                | 26                       |    |                                     |                                     |  |  |                          |                          |  |  |                    |                    |
|  | HC Grâce-Hollogne                       | Sporting Neerpelt-Lommel                | 26                       | 19 |                                     |                                     |  |  |                          |                          |  |  |                    |                    |
|  | HC Grâce-Hollogne                       |                                         |                          | 19 |                                     |                                     |  |  |                          |                          |  |  |                    |                    |
|  | Sporting Neerpelt-Lommel                | 37                                      |                          |    |                                     |                                     |  |  |                          |                          |  |  |                    |                    |
|  | Sporting Neerpelt-Lommel                | 37                                      | Sporting Neerpelt-Lommel | 42 |                                     |                                     |  |  |                          |                          |  |  |                    |                    |
|  |                                         |                                         | Sporting Neerpelt-Lommel | 42 |                                     |                                     |  |  |                          |                          |  |  |                    |                    |
|  |                                         | VOO HC Herstal-Flémalle ROC             | 31                       |    |                                     |                                     |  |  |                          |                          |  |  |                    |                    |
|  | United Brussels HC                      | VOO HC Herstal-Flémalle ROC             | 31                       | 29 |                                     |                                     |  |  |                          |                          |  |  |                    |                    |
|  | United Brussels HC                      |                                         |                          | 29 |                                     |                                     |  |  |                          |                          |  |  |                    |                    |
|  | VOO HC Herstal-Flémalle ROC             | 35                                      |                          |    |                                     |                                     |  |  |                          |                          |  |  |                    |                    |
|  | VOO HC Herstal-Flémalle ROC             | 35                                      |                          |    |                                     |                                     |  |  |                          |                          |  |  |                    |                    |

### Huitième de finale
| LFH | VHV |
| - HC Visé BM (Division 1) - HC Eynatten-Raeren (Division 1) - EHC Tournai (Division 1) - Union beynoise (Division 1) - United Brussels HC (Division 2) - HC Kraainem (Division 2) - Renaissance Montegnée (D1 LFH) - HC Grâce-Hollogne (D1 LFH) | - Achilles Bocholt (Division 1) - United HC Tongeren (Division 1) - Initia HC Hasselt T (Division 1) - Sporting Neerpelt-Lommel (Division 1) - KV Sasja HC Hoboken (Division 1) - HB Saint-Trond (Division 2) - HKW Waasmunster (Division 2) - Kreasa HB Houthalen (Superliga) |

| Club                  | Résultat | Club                        | Lieu                                            | Date, heure                 |
| --------------------- | -------- | --------------------------- | ----------------------------------------------- | --------------------------- |
| HB Saint-Trond        | 15-39    | Achilles Bocholt            | Sporthal Jodenstraat, Saint-Trond               | Samedi 12 décembre, 18h00   |
| HC Visé BM            | 24-37    | United HC Tongeren          | Hall Omnisports de Visé, Visé                   | Samedi 12 décembre, 18h15   |
| HC Grâce-Hollogne     | 19-37    | Sporting Neerpelt-Lommel    | Hall omnisports des 18 Bonniers, Grâce-Hollogne | Samedi 12 décembre, 20h0    |
| Kreasa HB Houthalen   | 22-20    | EHC Tournai                 | Sporthal Lakerveld, Houthalen-Helchteren        | Samedi 22 décembre, 20h00   |
| Initia HC Hasselt T   | 40-23    | HC Eynatten-Raeren          | Sporthal Alverberg, Hasselt                     | Samedi 22 décembre, 20h15   |
| Union beynoise        | 28-29    | KV Sasja HC Hoboken         | Hall Omnisports Edmond Rigo, Beyne-Heusay       | Samedi 22 décembre, 20h15   |
| Renaissance Montegnée | 26-25    | HKW Waasmunster             | Hall Omnisports de Montegnée, Saint-Nicolas     | Samedi 22 décembre, 20h30   |
| United Brussels HC    | 29-35    | VOO HC Herstal-Flémalle ROC | Palais du Midi, Bruxelles                       | Dimanche 23 décembre, 18h45 |

### Quart de finale
| LFH                                                                         | VHV |
| - VOO HC Herstal-Flémalle ROC (Division 1) - Renaissance Montegnée (D1 LFH) | - Achilles Bocholt (Division 1) - United HC Tongeren (Division 1) - Initia HC Hasselt T (Division 1) - Sporting Neerpelt-Lommel (Division 1) - KV Sasja HC Hoboken (Division 1) - Kreasa HB Houthalen (Superliga) |

| Club                     | Résultat | Club                        | Lieu                                        | Date, heure               |
| ------------------------ | -------- | --------------------------- | ------------------------------------------- | ------------------------- |
| Kreasa HB Houthalen      | 17-41    | Achilles Bocholt            | Sporthal Lakerveld, Houthalen-Helchteren    | Samedi 22 décembre, 20h00 |
| Renaissance Montegnée    | 22-40    | Initia HC Hasselt T         | Hall Omnisports de Montegnée, Saint-Nicolas | Samedi 22 décembre, 18h15 |
| KV Sasja HC Hoboken      | 24-36    | United HC Tongeren          | Sportcomplex Sorghvliedt, Anvers            | Samedi 22 décembre, 20h00 |
| Sporting Neerpelt-Lommel | 42-31    | VOO HC Herstal-Flémalle ROC | Sportcentrum Dommelhof, Neerpelt            | Samedi 22 décembre, 20h15 |

## Final Four
| LFH                    | VHV |
| - Plus de représentant | - Achilles Bocholt (Division 1) - United HC Tongeren (Division 1) - Initia HC Hasselt T (Division 1) - Sporting Neerpelt-Lommel (Division 1) |

Pour la première fois de son histoire, la Coupe de Belgique opte pour la formule du Final Four.
C'est-à-dire que le temps d'un week-end a lieu les demi-finales, le samedi, ainsi que la finale, le dimanche, de la compétition au même endroit, à savoir à le Hall des Sports de la C.E.T. de Tournai.
|  | Demi-finales             | Demi-finales       |                  |    | Finale | Finale |
|  | Demi-finales             | Demi-finales       |                  |    | Finale | Finale |
|  |                          |                    |                  |    |        |        |
|  |                          |                    |                  |    |        |        |
|  |                          |                    |                  |    |        |        |
|  | United HC Tongeren       | 30                 |                  |    |        |        |
|  | United HC Tongeren       | 30                 |                  |    |        |        |
|  | Sporting Neerpelt-Lommel | 26                 |                  |    |        |        |
|  | Sporting Neerpelt-Lommel | 26                 | Achilles Bocholt | 24 |        |        |
|  |                          |                    | Achilles Bocholt | 24 |        |        |
|  |                          | United HC Tongeren | 28               |    |        |        |
|  | Achilles Bocholt         | United HC Tongeren | 28               | 33 |        |        |
|  | Achilles Bocholt         |                    |                  | 33 |        |        |
|  | Initia HC Hasselt T      | 24                 |                  |    |        |        |
|  | Initia HC Hasselt T      | 24                 |                  |    |        |        |

### Demi-finales
| 8 juin 2013 - 15h00 | United HC Tongeren | 30 - 26 | Sporting Neerpelt-Lommel | Hall des Sports de la C.E.T., Tournai |

| 8 juin 2013 - 17h30 | Achilles Bocholt | 33 - 24 | Initia HC Hasselt T | Hall des Sports de la C.E.T., Tournai |

### Finale
| 9 février 2015 - 15h00 | Achilles Bocholt | 28 - 24 | United HC Tongeren | Hall des Sports de la C.E.T., Tournai |

## Vainqueur
| Coupe de Belgique de handball 2012-2013 Achilles Bocholt 1er titre |